# Kvinnan i svart
Kvinnan i svart är en skräckroman skriven av Susan Hill. Boken utgavs för första gången i oktober 1983, men översattes till svenska först 2013. Boken är skriven i klassisk gotisk skräck-stil och har jämförts med Henry James roman När skruven dras åt.

## Handling
Historien börjar med att den pensionerade juristen Arthur Kipps sitter tillsammans med sin familj och lyssnar på spökhistorier som hans styvbarn berättar. När det blir hans tur att berätta en historia flyter ett obehagligt gammalt minne upp till ytan och han får ett panikanfall.
Resten av historien handlar om minnet. Han åkte från advokatbyrån i London för att ordna med den avlidne Mrs. Marchs dödsbo vid Eel Marsh House. Väl där ser han en kvinna helt klädd i svart och efter det börjar en serie mystiska händelser ta form.

## Radio-, TV, film och teater-adaptioner
- 1989 sändes en tv-serie baserad på boken på brittiska ITV regisserad av Herbert Weise.
- I december 1993 sände BBC Radio 5 en fyra avsnitt lång radiopjäs av romanen regisserad av Chris Wallis.
- I oktober 2004 satte BBC Radio 4 upp en 56 minuter lång radioteater baserad på boken skriven av Mike Walker och regisserad av John Taylor.
- 2012 hade filmen The Woman in Black, som baserades på boken, biopremiär. Huvudpersonen Arthur Kipps gestaltades av Daniel Radcliffe.
- Under september 2014 lästes boken i Sveriges radio P1:s program Radioföljetongen.[2]
- 2019 sattes Kvinnan i svart upp på Scalateatern i Stockholm i regi av Linda Hedberg Reinfeldt och med Claes Månsson och Rikard Ulvshammar i rollerna. Musik och ljuddesign av Andreas Grill